# Glaszetter

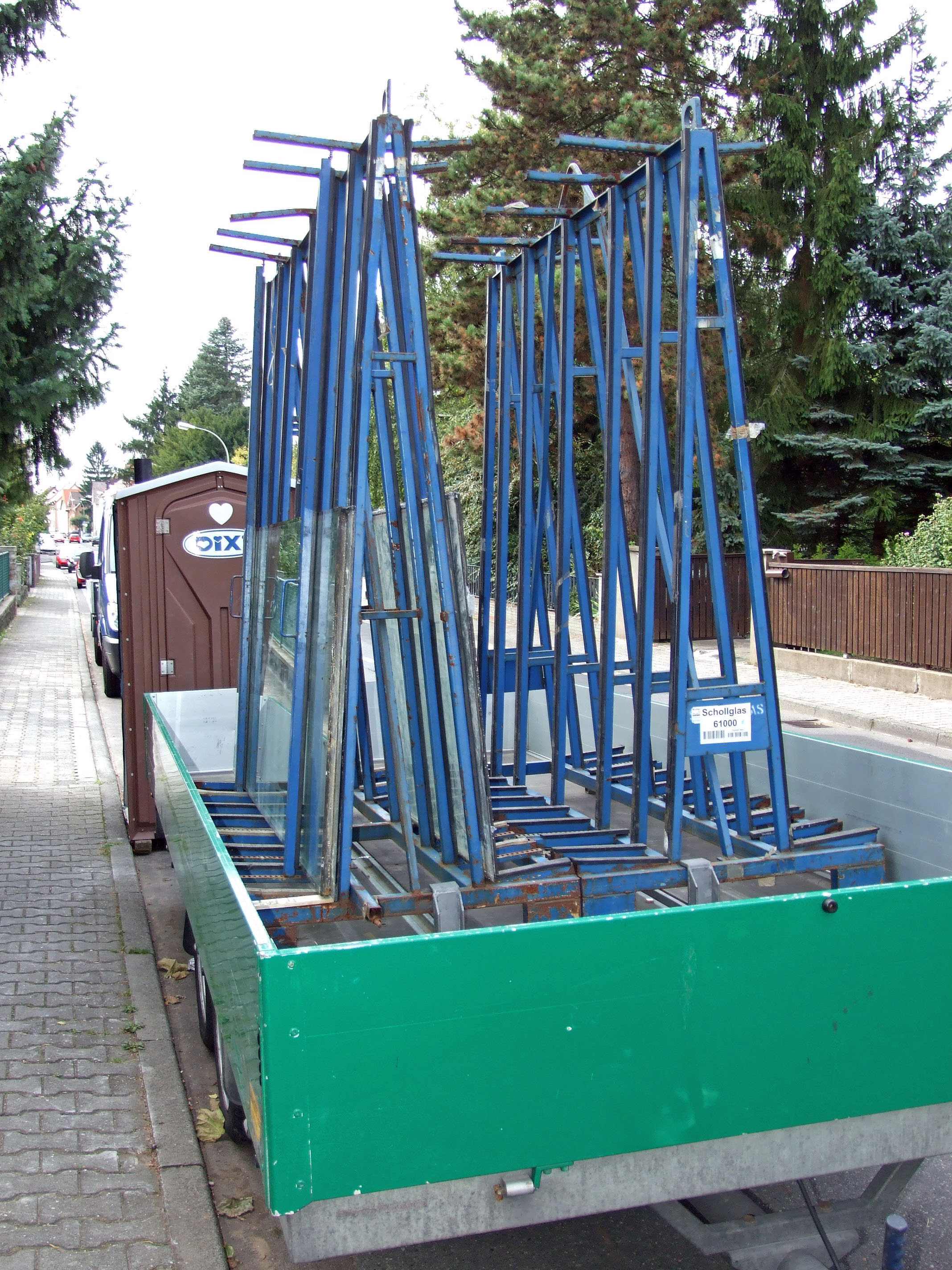
Aanhangwagen van glaszetter

Een glaszetter is een vakman die alle werkzaamheden verricht die nodig zijn bij het plaatsen van glas in ramen en kozijnen (beglazen) van gebouwen, zowel in nieuwbouw als bij verbouw (renovatie).

## Nieuwbouw
Bij nieuwbouw wordt het glas geplaatst voordat de binnenafwerking gaat beginnen, dat zijn die afwerkingen die gevoelig zijn voor vocht en koude. Over het algemeen zijn de buitenkozijnen dan nog gemakkelijk bereikbaar, wanneer er om het te beglazen gebouw een bouwsteiger staat opgesteld. Bij gebouwen met meerdere verdiepingen wordt het glas via een bouwlift naar de juiste (steiger)verdieping gebracht.
Glas kan zowel van binnenuit als van buitenaf worden geplaatst, dat heet binnen- respectievelijk buitenbeglazing. Bij buitenbeglazing zijn de glassponningen aan de buitenzijde van het kozijn aangebracht, bij binnenbeglazing aan de binnenkant van het kozijn.

## Vervanging
Bij het vervangen van een ruit wordt eerst het oude glas verwijderd, eventueel met een glaszuiger. Oude kit wordt uit de sponningen verwijderd. Enkel glas kan ter plaatse op maat worden gesneden, dubbel glas moet in de vereiste maat door de glashandel worden geleverd. Bij het plaatsen van het glas worden afstandsblokjes en dichtingsbanden aangebracht, vervolgens de glaslatten, en uiteindelijk worden de naden afgekit. Bij kunststof, stalen en aluminium kozijnen en soms bij houten kozijnen wordt er gewerkt met een zogenaamde droge beglazing, waarbij geen kit wordt gebruikt.